# 南尼德蘭

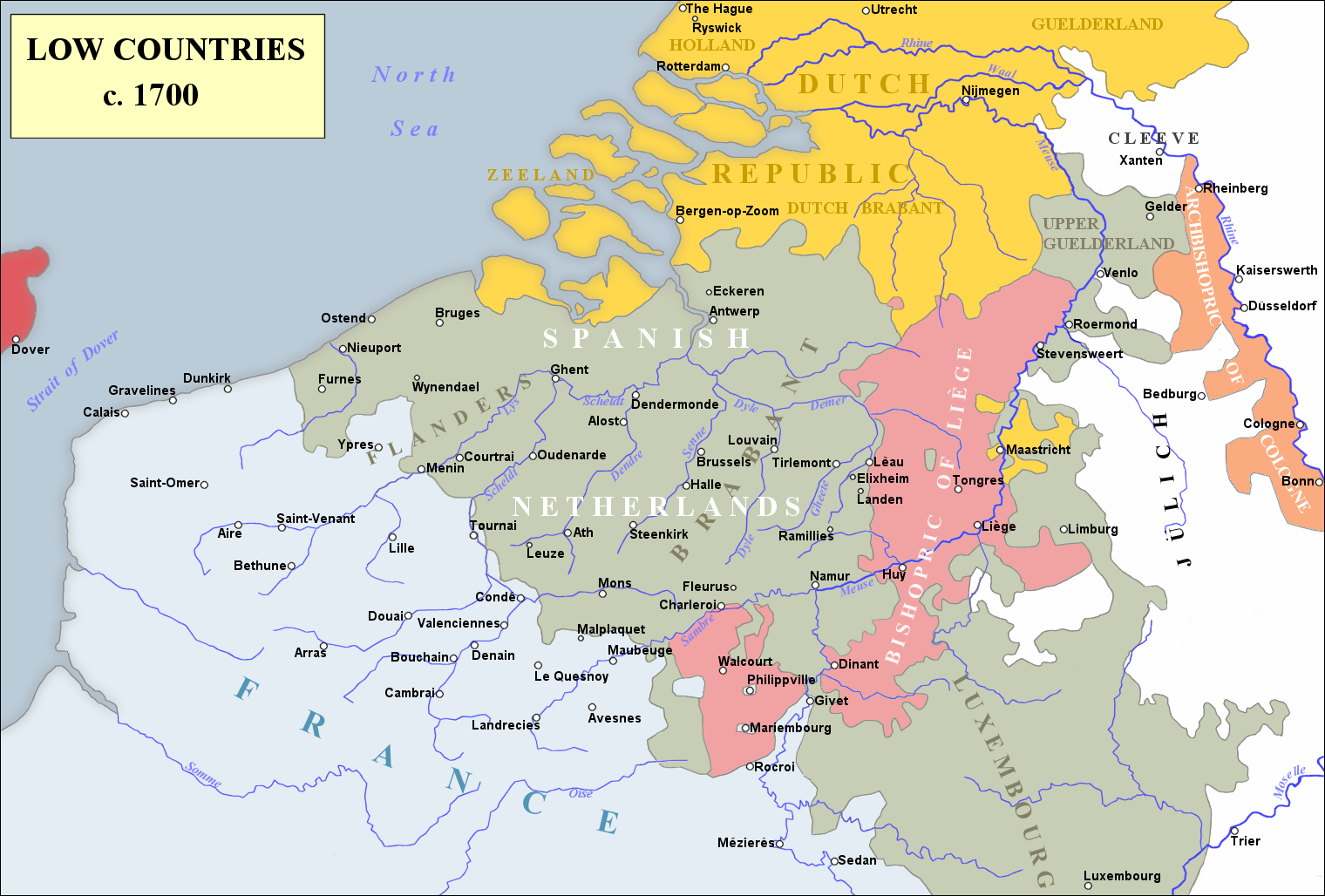
1700年的西屬尼德蘭

南尼德兰（荷蘭語：Zuidelijke Nederlanden），又稱天主教尼德蘭（荷蘭語：Katholieke Nederlanden），是一个历史地域，位于低地国家，实际和今日的比利时区域相近。
南尼德蘭通行天主教、讲法语和西班牙语，先后被西班牙（西屬尼德蘭；1579-1713年）、奥地利（奥属尼德兰；1713-1794年）和法国（1794-1815年）统治过。该地包括今比利时大部分地区、卢森堡（包括今比利时卢森堡省）、林堡公国（今荷兰林堡省和比利时林堡省）。从地理上看，除了哈布斯堡王朝统治的地区外，神圣罗马帝国自治和中立领土列日采邑主教区、斯塔沃洛-马尔默迪亲王国和布永公国亦可算作南尼德兰。1678年以前，它还包括法国北部的北部-加来海峡地区。
南尼德兰对应今日的比利时和卢森堡全部，以及德国和荷兰部分地区。南尼德蘭曾长期被哈布斯堡家族统治，直到1794年被法国侵吞。1815年击败拿破仑后，南尼德蘭在维也纳会议上划归荷蘭聯合王國所有。然而，荷蘭對南尼德蘭地區的區別對待、尤其是對說法語的南尼德蘭居民的歧視政策，最終導致1830年南尼德蘭地區爆發革命，南尼德蘭地區獨立為比利時王國。1839年，在歐洲列強主導下，各國簽署《1839年倫敦條約》，比利時以宣佈永久中立為條件正式獲認可為獨立國家，直至今日。